# Duché de Saxe-Cobourg et Gotha
Pour les articles homonymes, voir Saxe-Cobourg et Gotha.
1826–1918
Entités précédentes :
- Duché de Saxe-Cobourg-Saalfeld
- Duché de Saxe-Gotha-Altenbourg

Entités suivantes :
- Bavière
- Thuringe

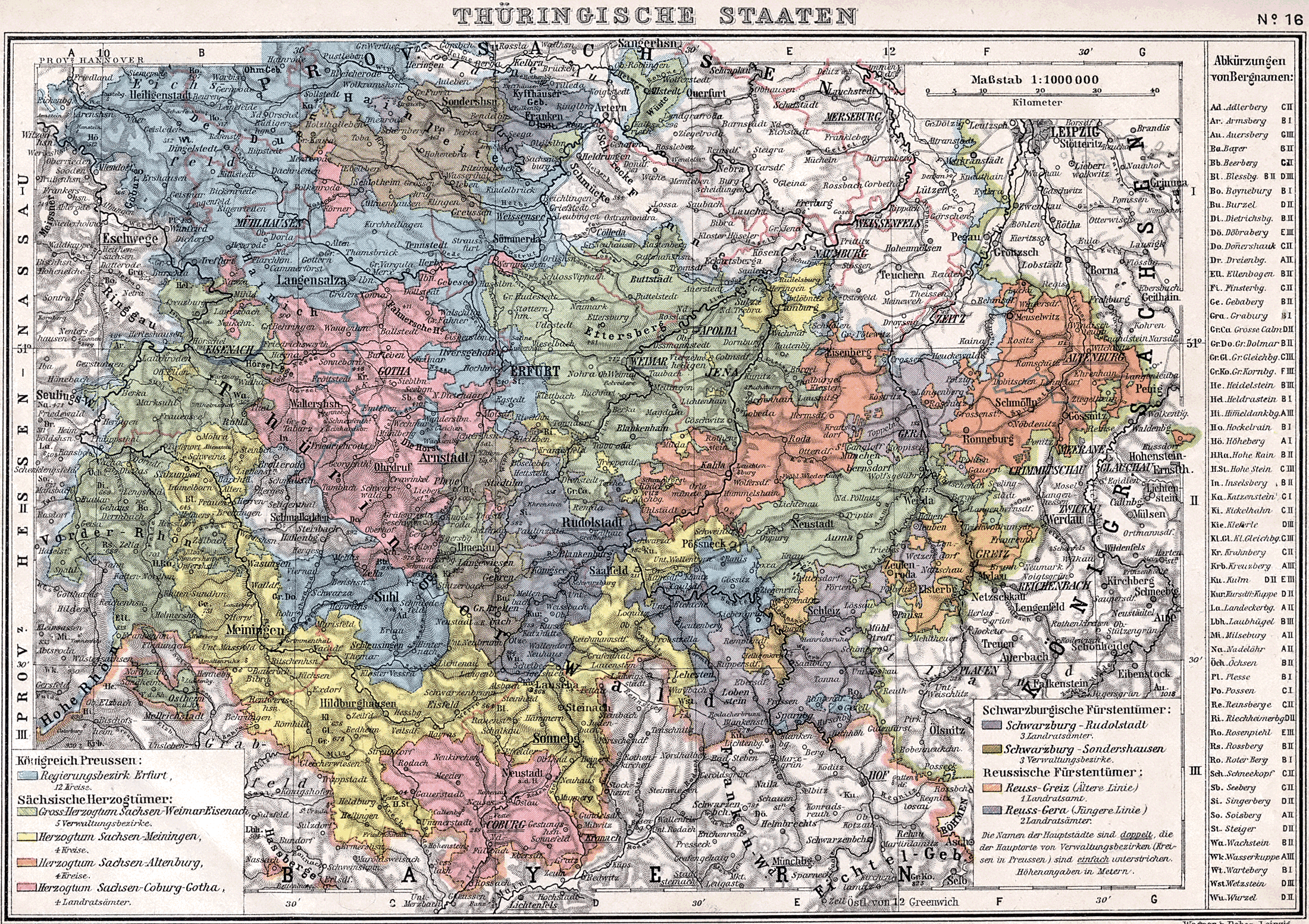
Le duché de Saxe-Cobourg et Gotha (en rose) en 1905.

Le duché de Saxe-Cobourg et Gotha (en allemand : Herzogtum Sachsen-Coburg und Gotha) est un ancien État allemand, membre de la Confédération germanique (1826-1866) puis de la confédération de l'Allemagne du Nord (1866-1871) et de l'Empire allemand (1871-1918). L'un des duchés saxons en Thuringe et en Franconie, il était dirigé par la maison de Saxe-Cobourg et Gotha, issue de la branche ernestine de la maison de Wettin.
Fondé en 1826, l'État se composait de deux parties séparées, la Saxe-Cobourg et la Saxe-Gotha, gouvernées tout d'abord en union personnelle par le duc Ernest Ier et transformées en union réelle sous le règne du duc Ernest II en 1852. Ses deux capitales étaient Cobourg et Gotha.

## Histoire
Les ducs de Saxe-Cobourg, d'abord ducs de Saxe-Saalfeld, puis de Saxe-Cobourg-Saalfeld, sont une des branches de la maison ducale de Saxe-Gotha, qui elle-même est issue de la branche ernestine de la maison de Wettin. La naissance de la maison de Saxe-Cobourg et Gotha renvoie à Jean-Ernest IV (1658-1729), fils cadet du duc Ernest Ier de Saxe-Gotha. En 1680, cinq ans après la mort de leur père, les sept fils d'Ernest se partagèrent son patrimoine et Jean-Ernest, le benjamin, obtient le duché de Saxe-Saalfeld. En 1699, à la mort de son frère Albert, il revendique sa succession conduisant à un une longue querelle. C'est seulement en 1735, six ans après la mort de Jean-Ernest, qu'un arbitrage impérial accorde finalement la majeure partie de la Saxe-Cobourg à son fils Christian-Ernest.
Le duc Christian-Ernest résidant à Saalfeld a partagé le pouvoir avec son frère cadet François-Josias résidant à Cobourg. Après la mort de Christian-Ernest en 1745, François-Josias est devenu unique souverain ; deux ans plus tard, la primogéniture fut introduite afin d'éviter la fragmentation territoriale. En 1814, le duc Ernest III de Saxe-Cobourg-Saalfeld participe à la guerre contre l'Empire français, et a reçu du congrès de Vienne en 1815 en récompense la principauté de Lichtenberg en Rhénanie.

### Arbitrage de 1826
Le 11 février 1825, le duc Frédéric IV, meurt sans héritier. Le lendemain, 12 février 1825, les autres ducs saxons — Ernest III de Saxe-Cobourg-Saalfeld, et ses cousins Bernard II de Saxe-Meiningen et Frédéric Ier de Saxe-Hildburghausen — prennent commune possession du duché.
Le 12 novembre 1826, un traité de partage et d'échange, négocié dans le cadre d'une médiation du roi de Saxe, Frédéric-Auguste Ier, est signé à Hildburghausen.
Aux termes de ce traité, Ernest III de Saxe-Cobourg-Saalfeld conserve :
- La partie de la Saxe-Cobourg (Herzogtum Sachsen-Coburg) entre le duché de Saxe-Meiningen et le royaume de Bavière, sur la rive droite de la Steinach ainsi que, sur la rive gauche, Fürth am Berg et Horb (aujourd'hui, parties de Neustadt bei Coburg) ;
- La principauté de Lichtenberg (Fürstentum Lichtenberg).

Il cède à Bernard II de Saxe-Meiningen :
- La principauté de Saafeld (Fürstentum Saafeld), à savoir les trois bailliages de Saalfeld (Amt Saalfeld), Gräfenthal (Amt Gräfenthal) et Probstzella (Amt Probstzella) ;
- La partie de la principauté de Römhild (Fürstentum Römhild) qu'il possède, à savoir le bailliage de Themar (Amt Themar) ;
- Les seigneuries de Cobourg situées sur la rive gauche de la Steinach, à savoir : Mogger, Mupperg et Oerlsdorf (aujourd'hui, parties de Föritz), Liebau, Lindenberg et Rotheul (aujourd'hui, parties de Neuhaus-Schierschnitz), Langenmuss et les terres dites en friche.

En contrepartie, il reçoit :
- En héritage de Frédéric IV de Saxe-Gotha-Altenbourg, le duché de Saxe-Gotha, entre la province de Saxe, le grand-duché de Saxe-Weimar-Eisenach, le duché de Saxe-Meiningen et la principauté de Schwarzbourg-Sondershausen, à l'exception du bailliage de Kranichfeld (Amt Kranichfeld) et la partie de celui de Römhild (Amt Römhild) ;
- De Frédéric Ier de Saxe-Hildburghausen, le bailliage de Königsberg (Amt Königsberg) et de celui Sonnefeld (Amt Sonnefeld), à l'exception des fiefs du Haut-pays de Meiningen (Meininger Oberland) ;
- De Bernard II de Saxe-Meiningen, les domaines de Callenberg (Kammergut ou Gut Callenberg ; aujourd'hui, partie de Beiersdorf, quartier de Cobourg) et de Gauerstadt (Kammergut ou Gut Gauerstadt ; aujourd'hui, partie de Bad Rodach), situés dans la principauté de Cobourg.

Le duché de Saxe-Cobourg et Gotha fut constitué en 1826, après l'extinction en 1825 de la famille de Saxe-Gotha-Altenbourg. Détachée de la Saxe-Altenbourg, la Saxe-Gotha, qui avait existé de 1640 à 1672 sous le même nom mais avec une superficie bien plus vaste à l'époque, fut unie à la Saxe-Cobourg, qui avait déjà existé jusqu'en 1735 avec une étendue similaire, dont fut détachée la Saxe-Saalfeld, au bénéfice du duc de Saxe-Meiningen.
Le bénéficiaire de cet échange de territoires fut l'ancien duc de Saxe-Cobourg-Saalfeld, qui devint Ernest Ier de Saxe-Cobourg et Gotha (1826-1844), fondateur ainsi de la maison de Saxe-Cobourg et Gotha.

### Règne d'ErnestIeret tentative d'unification des duchés

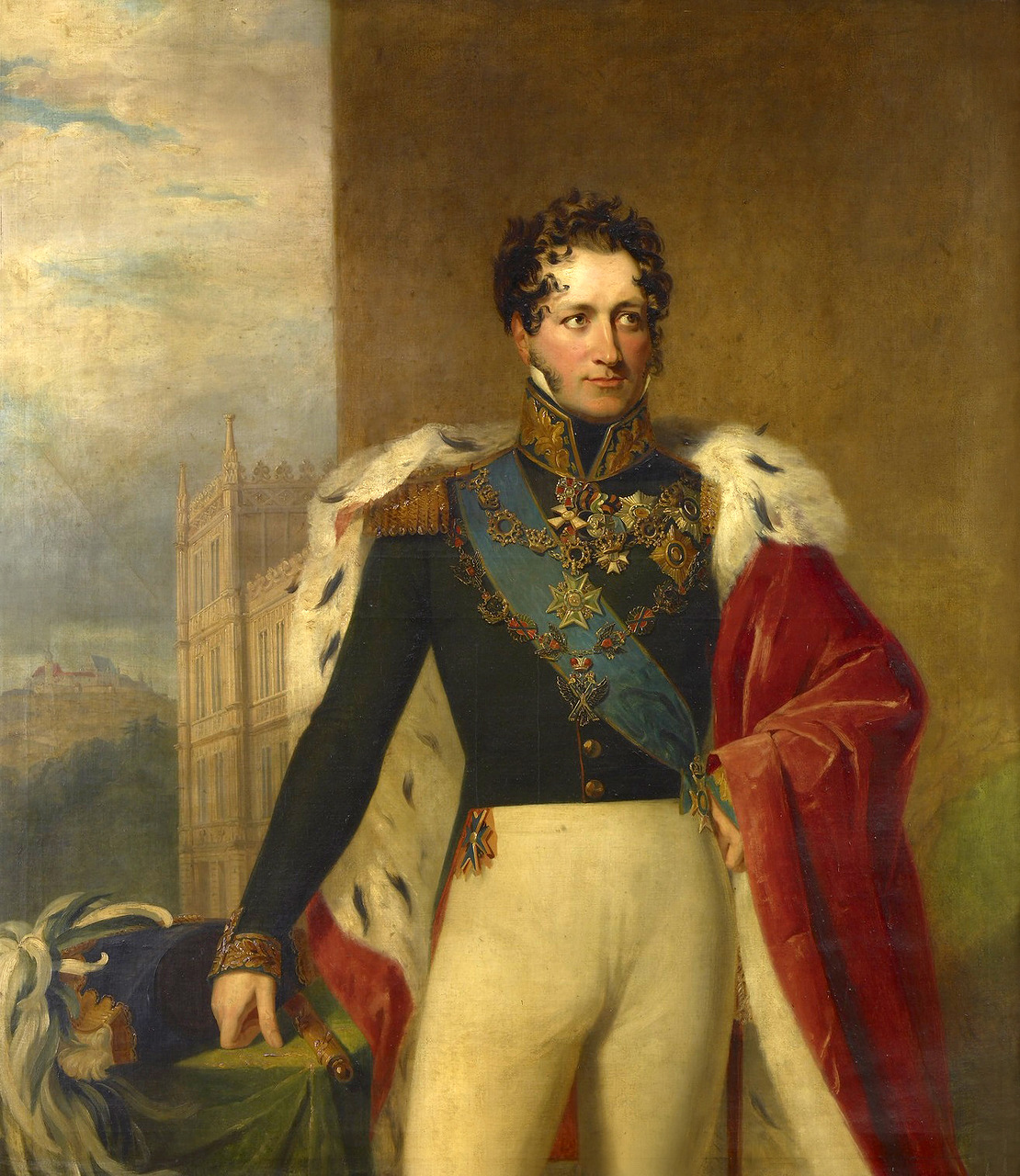
Ernest Ier, duc de Saxe-Coburg et Gotha

Le duc Ernest avait reçu après le Congrès de Vienne, en compensation de son soutien à la Coalition lors des guerres napoléoniennes, la principauté de Lichtenberg en 1816. En raison de la grande distance par rapport à Cobourg et des troubles liés à la fête de Hambach, le duc vendit la principauté à la Prusse en 1834.
Les deux duchés, initialement en union personnelle, ne constituèrent une union réelle qu'à partir de 1852, les tentatives ultérieures de fusion ou union complète échouant, à la différence des duchés cousins et voisins de Saxe-Altenbourg, avec Hildburghausen, et de Saxe-Meiningen, avec Saalfeld. C'est la raison pour laquelle on parlait le plus souvent de duché de Saxe-Cobourg et Gotha, plutôt que de duché de Saxe-Cobourg-Gotha.
En 1852, les deux duchés obtinrent une constitution reprenant des éléments essentiels des droits fondamentaux de la Constitution de l'Assemblée nationale de Francfort. Cette constitution était la même pour les deux États, mais il y avait deux assemblées distinctes, l'une à Cobourg, l'autre à Gotha. Conformément à la loi fondamentale de l'État de 1852, les duchés formèrent alors une union réelle. Le double duché devint alors un État quasi fédéral. Des efforts ultérieurs pour fusionner les duchés échouèrent en 1867 en raison du refus du parlement de Gotha d'assumer les importantes dettes publiques de Cobourg, et à nouveau en 1872 lorsque la question de l'unification devait être associée à celle des domaines.
Le double duché ne disposait que d'une seule voix au Bundestag. Il adhéra au Zollverein en 1834. En 1867, il devint un État membre de la Confédération de l'Allemagne du Nord, puis en 1871 de l'Empire allemand. Au Bundesrat à Berlin, où il disposait d'une voix, il disposait de son propre plénipotentiaire jusqu'en 1913, date à partir de laquelle, comme la plupart des autres États de Thuringe, il fut représenté par le grand-duché de Saxe-Weimar-Eisenach.
Malgré la faible influence politique du duché dans le cadre allemand, Ernest II présenta un plan de réforme pour la Confédération germanique. Selon les idées de 1855, il proposa l'introduction d'une représentation populaire allemande aux côtés du Bundestag.
Le duché disposait de deux capitales, Gotha et Cobourg. Ainsi, toute la cour ducale, incluant le théâtre de la cour, déménageait deux fois par an : de Cobourg à Gotha et vice versa. Pour le théâtre de la cour, deux lieux de représentation presque identiques furent construits simultanément en 1840 à Gotha (détruit pendant la Seconde Guerre mondiale) et à Cobourg (aujourd'hui le théâtre national de Cobourg). En plus des châteaux de Friedenstein à Gotha et d'Ehrenbourg à Cobourg, la famille ducale utilisait également le château de Reinhardsbrunn près de Gotha, ainsi que les châteaux de Callenberg et de Rosenau près de Cobourg.
Seul le duché de Gotha faisait partie, avec les duchés de Saxe-Meiningen, de Saxe-Altenbourg, et surtout le grand-duché de Saxe-Weimar-Eisenach, des États qui entretenaient l'université d'Iéna. Il avait également son propre tribunal régional, tandis que celui compétent pour le duché de Cobourg était situé à Meiningen.

### Évolution et chute de la monarchie
Ernest Ier décéda en 1844. Son fils aîné et successeur, Ernest II, régna jusqu'à sa propre mort en 1893. Étant décédé sans descendance, le trône des deux duchés aurait dû revenir aux descendants masculins de son frère défunt, le prince Albert. Cependant, le prince Albert était marié à la reine Victoria du Royaume-Uni, et leur fils aîné, Albert-Édouard, prince de Galles, était déjà l'héritier du trône britannique. De plus, la constitution des deux duchés excluaient sa succession s'il existait d'autres héritiers masculins éligibles. Ainsi, Albert-Édouard avait déjà renoncé à ses droits en faveur de son frère cadet, le prince Alfred, duc d'Édimbourg. Par conséquent, Alfred devint le prochain duc de Saxe-Cobourg et Gotha.

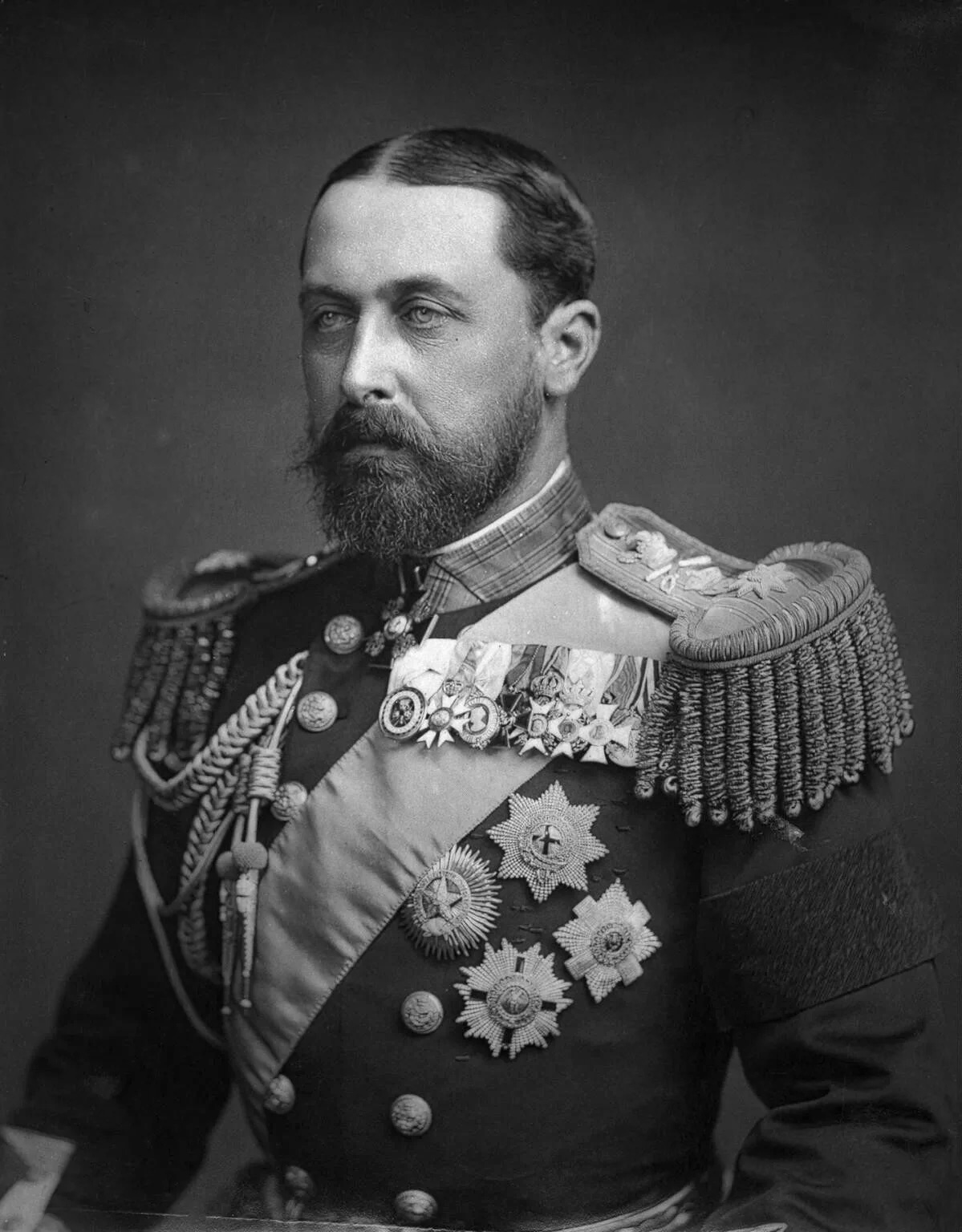
Alfred, duc de Saxe-Cobourg et Gotha

Le fils unique d'Alfred, également prénommé Alfred, décéda en 1899. Ainsi, lors du décès du duc Alfred en 1900, son successeur fut son neveu, le duc d'Albany, fils de 16 ans du plus jeune fils de la reine Victoria, Léopold. Cela survint car le frère suivant d'Alfred, le prince Arthur, duc de Connaught, et son fils, le prince Arthur de Connaught, avaient renoncé à leurs droits de succession. Charles Édouard débuta son règne sous la régence du prince Ernest de Hohenlohe-Langenbourg jusqu'à sa majorité en 1905. Le nouveau duc continua également à utiliser son titre britannique, le duc d'Albany. Cependant, en choisissant de soutenir les Allemands contre les Britanniques pendant la Première Guerre mondiale, il fut déchu de ses titres britanniques en 1919.
Après que la Révolution de novembre eut mis fin à la monarchie en 1918, le duché se scinda en deux États distincts et indépendants : l'État libre de Cobourg et la République de Gotha, plus tard renommée État libre de Gotha. Cependant, leurs dirigeants estimèrent que leurs nouveaux pays n'étaient pas économiquement viables, ce qui les poussa à envisager des fusions possibles. Finalement, un référendum fut organisé le 30 novembre 1919 et la décision de fusionner fut prise. Ainsi, le 1er mai 1920, l'État libre de Gotha fusionna avec le nouvel État de Thuringe, et l'État libre de Cobourg suivit deux mois plus tard, le 1er juillet 1920, en s'unissant à l'État libre de Bavière.
L'actuel chef de la Maison de Saxe-Cobourg et Gotha est le prince Hubertus (né en 1975), toujours propriétaire des châteaux de Callenberg près de Cobourg et de la Greinbourg à Grein (Autriche).

## Politique
Chaque duché possédait un parlement distinct : le Landtag de Cobourg comptait 11 membres et celui de Gotha en avait 19. Les membres de ces parlements étaient élus tous les quatre ans par les hommes contribuables âgés de plus de 25 ans, avec une éligibilité fixée à partir de 30 ans. Ces assemblées se réunissaient annuellement, mais tous les deux ans, elles se combinaient pour discuter des questions communes, alternant entre Gotha et Cobourg.

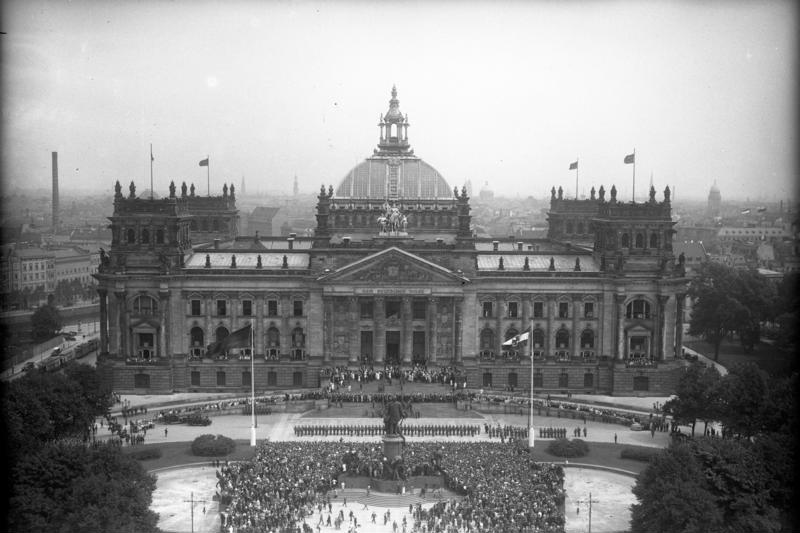
Palais du Reichstag, Berlin, XXe siècle

Bien que Gotha abritât un ministère d'État, celui-ci était structuré en deux départements ministériels presque indépendants à Cobourg et à Gotha. Le ministre d'État supervisait le département ministériel de Gotha et était responsable des affaires d'État communes, ainsi que des politiques économiques et industrielles, de la justice et de l'application des lois impériales. À Cobourg, les affaires internes telles que les services communautaires, la police, le soutien à l'église d'État, l'éducation, la gestion des biens et les finances, ainsi que les affaires de la cour jusqu'en 1891, étaient gérées sans ingérence directe de Gotha.
Dans l'Empire allemand, le duché avait une voix au Bundesrat et deux voix au Reichstag, représentant les deux duchés de Cobourg et de Gotha.
Les finances des deux duchés demeuraient principalement distinctes. Un budget commun, établi tous les quatre ans, servait principalement à gérer les relations financières avec l'Empire et à couvrir les tâches communes. Les subventions provenant des budgets des deux duchés étaient allouées dans un rapport de 7 pour Gotha et 3 pour Cobourg.
En raison de sa taille et de ses ressources financières, le duché n'entretenait pas d'ambassades mais disposait de consuls commerciaux. Ces derniers géraient les affaires commerciales avec de nombreux pays, y compris l'Autriche-Hongrie, la Belgique, le Brésil, le Chili, Cuba, l'Équateur, la France, la Grande-Bretagne, l'Italie, le Mexique, le Pérou, le Portugal, la Prusse, la Russie, l'Espagne, la Suisse et la Turquie. Les États-Unis eurent leur propre consul à Cobourg de 1897 à 1918.

## Géographie
La superficie du territoire était de 1 977 km2. En 1871, la population s'élevait à 174 339 habitants, et en 1914, elle atteignait 257 177 habitants. Les capitales étaient Cobourg, qui comptait 21 000 habitants, et Gotha, qui en comptait 39 000 en 1910.

### Division administrative

#### Duché de Saxe-Gotha
Le duché était organisé en villes autonomes de Gotha, Ohrdruf et Waltershausen, ainsi qu'en trois districts administratifs distincts de Gotha, Ohrdruf et Waltershausen. En dehors du territoire principal du duché, il y avait cinq exclaves :
- Nazza avec Ebenshausen, Frankenroda et Hallungen
- Neukirchen avec Lauterbach
- Körner avec Hohenbergen, Kleinkeula, Menteroda, Obermehler, Pöthen et Volkenroda
- Werningshausen
- Traßdorf avec Kettmannshausen et Neuroda

#### Duché de Saxe-Cobourg
Le duché était divisé en villes autonomes de Cobourg, Königsberg, Neustadt an der Haide, Rodach ainsi qu'en un district administratif à Cobourg. En dehors du territoire principal du duché, il y existait trois exclaves :
- Königsberg avec Altershausen, Dörflis, Hellingen, Köslau et Kottenbrunn
- Nassach
- Erlsdorf

La principauté de Lichtenberg, qui faisait partie du duché de Cobourg jusqu'en 1834, couvrait en 1816 une superficie de 537 km2 et comptait environ 25 000 habitants. Les deux villes principales de la principauté étaient St. Wendel et Baumholder.
|                                |
| Duché de Saxe-Cobourg et Gotha |

|                     |
| Duché de Saxe-Gotha |

|                       |
| Duché de Saxe-Cobourg |

|                                                          |
| Duché Sachsen-Coburg, Exclave de Königsberg en Franconie |

|                            |
| Principauté de Lichtenberg |

## Démographie
Le duché comprenait une population de :
| Duchés                         | 1865    | 1880    | 1885    | 1910    |
| ------------------------------ | ------- | ------- | ------- | ------- |
| Duché de Saxe-Gotha            | 112 417 | 137 988 | 141 446 | 182 359 |
| Duché de Saxe-Cobourg          | 47.014  | 56 728  | 57 383  | 74 818  |
| Duché de Saxe-Cobourg et Gotha | 159 431 | 194 716 | 198 829 | 257 177 |

## Monnaie et monopole postal
En 1838, le duché adhéra au traité monétaire de Dresde. Deux thalers selon le système monétaire prussien de 14 thalers correspondaient désormais à 3 1⁄2  florins sud-allemands dans le système de 24 1⁄2 florins, établi comme monnaie commune des "États contractants". Cette monnaie commune, équivalant à "2 thalers = 3 1⁄2 florins", était légalement valide dans tous les États du Zollverein, indépendamment de l'émetteur. La Saxe-Cobourg et la Saxe-Gotha frappaient leurs propres monnaies :
- La Saxe-Cobourg selon le système monétaire bavarois (1 florin = 60 kreuzer = 240 pfennigs), avec des ateliers monétaires à Dresde de 1841 à 1872, et à Berlin de 1886 à 1911.
- La Saxe-Gotha selon le système monétaire du royaume saxon (1 thaler = 30 groschen = 300 pfennigs), avec un atelier monétaire à Gotha.

La fragmentation du système monétaire prit fin avec l'introduction du mark comme monnaie impériale le 1er janvier 1876, conformément à la loi du 4 décembre 1871.
La Thurn-und-Taxis-Post sécurisa le monopole postal à travers des contrats avec les duchés ernestins :
- Le 30 juin 1816 avec le duc Ernest pour le duché de Saxe-Cobourg-Saalfeld.
- Le 24 février 1817 avec le duc Frédéric IV pour la partie de Gotha du duché de Saxe-Gotha-Altenbourg.

L'administration commune était déjà identifiable par son nom, ses armoiries postales et ses uniformes distincts, marqués par différentes couleurs de col. Ainsi, l'établissement postal était nommé : « Expédition postale féodale ducale de Cobourg, princière de Thurn-und-Taxis » ou « Expédition postale féodale ducale de Gotha, princière de Thurn-und-Taxis ». Les armoiries postales combinaient les deux blasons, celui du duché en bas et celui de la principauté de Thurn-und-Taxis au-dessus. De 1852 à 1866, la Thurn-und-Taxis-Post émit ses propres timbres-poste en deux monnaies différentes : la Saxe-Cobourg avec la monnaie en kreuzer pour le district sud, et la Saxe-Gotha avec la monnaie en groschen pour le district nord. À partir de 1867, le monopole postal fut transféré à la Prusse, bien que la Confédération de l'Allemagne du Nord et la Prusse continuèrent d'émettre des timbres en groschen et kreuzer jusqu'à l'instauration de la monnaie impériale en 1876.

## Système judiciaire
La juridiction était placée sous l'autorité de la Cour d'appel à Iéna, compétente pour les quatre États saxons-ernestins, la principauté de Schwarzbourg-Rudolstadt, les deux principautés de Reuss ainsi que les districts prussiens de Schmalkalden, Schleusingen et Ziegenrück. Le duché entretenait deux tribunaux régionaux : un pour le duché de Saxe-Gotha et un tribunal commun avec Saxe-Meiningen pour le duché de Saxe-Cobourg, en plus de 13 tribunaux cantonaux.
- Tribunal régional de Gotha (pour la Saxe-Gotha) avec les huit tribunaux cantonaux de Gotha, Liebenstein, Ohrdruf, Tenneberg, Thal, Tonna, Wangenheim, Zella.
- Tribunal régional de Meiningen (pour la Saxe-Meiningen, la Saxe-Cobourg, le district prussien de Schleusingen dans la province de Saxe et le district prussien de Schmalkalden dans la province de Hesse-Nassau) avec les cinq tribunaux cantonaux de Cobourg, Königsberg, Neustadt an der Haide, Rodach, Sonnefeld.

## Armée
En tant que membre de la Confédération germanique, le duché fournissait un contingent de 1 366 hommes d'infanterie et formait le 2e bataillon de la division de réserve de l'armée fédérale. Après l'extinction de la maison de Saxe-Gotha en 1825 et son rattachement à la ligne de Cobourg, le contingent de Gotha fut uni à celui de Cobourg. Ainsi, un bataillon d'infanterie était stationné à Gotha et une section de chasseurs à Cobourg. En 1855, le contingent fut porté à deux bataillons de quatre compagnies chacun.
Après la convention militaire conclue avec la Prusse en 1867 et renouvelée en 1873, les troupes des deux duchés, avec celles de Saxe-Meiningen, formèrent dans l'Empire allemand le 6e régiment d'infanterie thuringien no 95, qui appartenait au 11e corps d'armée prussien à Cassel. Son Ier bataillon était en garnison à Gotha, le IIe bataillon à Hildburghausen et le IIIe bataillon à Cobourg.

## Armoiries
Blason : Les armoiries sont divisées cinq fois et coupées trois fois avec un écusson central à l'intersection des sixième, septième, dixième et onzième champs. Dans les champs : 
- Écusson : Neuf fois coupé de sable et d'or. (Armes ancestrales de la maison de Wettin, ligne ernestine et petites armoiries d'État de Saxe-Cobourg et Gotha)
- Champ 1 : D'or au lion de sable. (Duché de Juliers, prétention héréditaire)

Drapeau du duché de Saxe-Cobourg et Gotha de 1911 à 1920

- Champ 2 : De gueules à l'escarboucle fleurdelisée d'or à huit rais, chargée en cœur d'un écusson d'argent. (Duché de Clèves, prétention héréditaire)Drapeau du duché de Saxe-Cobourg et Gotha de 1911 à 1920Champ 3 : D'argent au lion de gueules, couronné d'or, à la queue fourchée. (Duché de Berg, prétention héréditaire)

Armoiries de la maison de Saxe Cobourg et Gotha (version traditionnelle).

- Armoiries de la maison de Saxe Cobourg et Gotha (version traditionnelle).Champ 4 : De gueules à trois feuilles de nénuphar d'or (2:1). (Duché d'Engern, modifié, prétention héréditaire)
- Champ 5 : De gueules au cheval cabré d'argent. (Duché de Westphalie, prétention héréditaire)
- Champ 6 : De sable au lion d'or. (Duché de Cobourg)
- Champ 7 : D'azur au lion burelé de sept pièces d'argent et de gueules, couronné d'or. (Landgraviat de Thuringe)

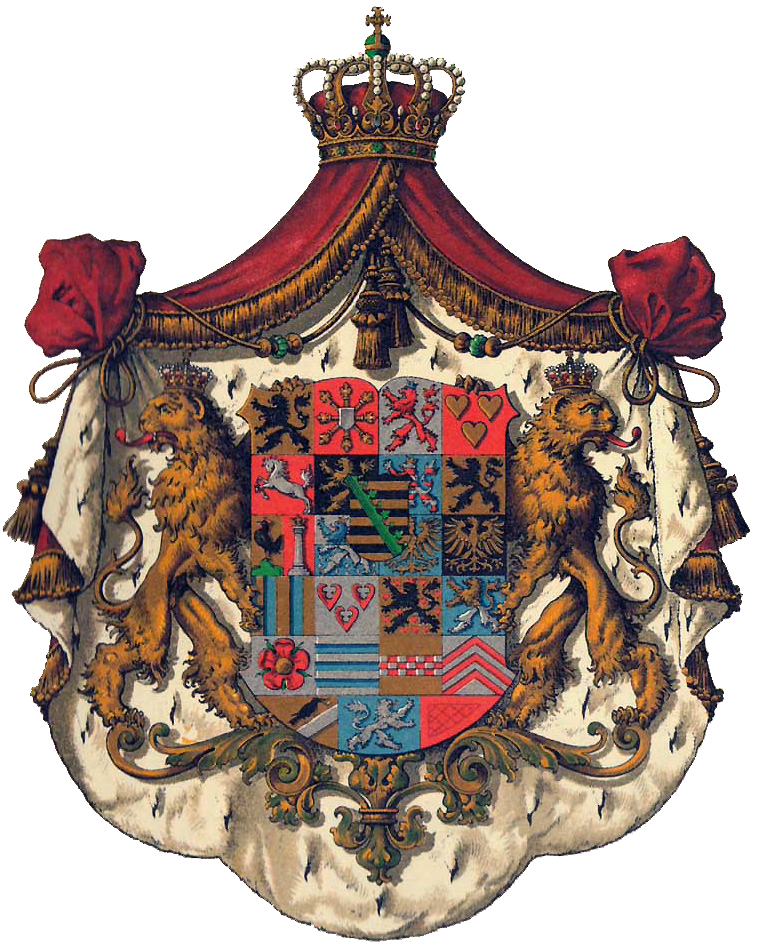
Armoiries du duché de Saxe-Cobourg et Gotha

- Armoiries du duché de Saxe-Cobourg et GothaChamp 8 : D'or au lion de sable. (Margraviat de Misnie)
- Champ 9 : Parti, à dextre d'or au coq de sable, crêté de gueules, sur un mont de trois coupeaux de sinople, à senestre de gueules à la colonne d'argent sommée d'une couronne d'or. (À dextre : Comté princier de Henneberg - À senestre : Seigneurie de Römhild dans l'arrondissement de Hildburghausen)
- Champ 10 : Parti d'argent et d'azur au lion de l'un en l'autre, couronné d'or, la moitié inférieure du champ semée de croix pattées d'argent. (Principauté de Lichtenberg dans le Palatinat)
- Champ 11 : D'azur à l'aigle d'or, couronné du même. (Palatinat de Saxe)
- Champ 12 : De sable à l'aigle d'or. (Palatinat de Thuringe)
- Champ 13 : D'or à deux pals d'azur. (Margraviat de Landsberg)
- Champ 14 : D'argent à trois feuilles de nénuphar de gueules (2:1). (Comté de Brehna dans l'arrondissement de Bitterfeld)
- Champ 15 : De sable semé de cœurs de gueules au lion de sable couronné de gueules. (Comté d'Orlamünde)
- Champ 16 : D'azur au lion parti d'or et d'argent. (Seigneurie de Pleißen)
- Champ 17 : D'argent à la rose de gueules, boutonnée d'or et feuillée de sinople. (Burgraviat d'Altenbourg en Thuringe)
- Champ 18 : D'argent à trois fasces d'azur. (Seigneurie d'Eisenberg dans l'arrondissement de Stadtroda)
- Champ 19 : D'or à la fasce échiquetée de trois tires d'argent et de gueules. (Comté de La Marck en Westphalie, prétention héréditaire)
- Champ 20 : D'argent à trois chevrons de gueules. (Comté de Ravensberg en Westphalie, prétention héréditaire)
- Champ 21 : D'or à la bande d'argent, accompagnée en chef à dextre d'un corbeau contourné de sable. (Seigneurie de Ravenstein dans le Brabant-Septentrional, prétention héréditaire)
- Champ 22 : D'azur au lion contourné d'argent. (Seigneurie de Tonna dans l'arrondissement de Gotha)
- Champ 23 : De gueules plain. (Champ régalien)

Les couleurs du pays étaient, depuis environ 1830, le vert et le blanc. Le drapeau du pays était rayé horizontalement de vert et de blanc. Seules les autorités utilisaient parfois, lors d'occasions solennelles, un drapeau rayé de vert-blanc-vert-blanc.

## Ducs de Saxe-Cobourg et Gotha

### Titres
Selon la Staatsgrundgesetz (loi constitutionnelle) du duché de Saxe-Cobourg et Gotha, le titre complet du duc était :
Duc de Saxe-Cobourg et Gotha, Juliers, Clèves et Berg, Angrie et Westphalie, landgrave de Thuringe, margrave de Misnie, comte princier de Henneberg, prince de Lichtenberg, comte de La Marck et Ravensberg, seigneur de Ravenstein et Tonna.
Herzog zu Sachsen-Coburg und Gotha, Jülich, Cleve und Berg, auch Engern und Wesrfalen, Landgraf in Thüringen, Markgraf zu Meissen, gefürsterter Graf zu Henneberg, Fürst zu Lichtenberg, Graf zu Mark und Ravensberg, Herr zu Ravenstein und Tonna u. f. w.

### Liste des ducs
- Ernest Ier : 12 novembre 1826 - 24 janvier 1844
- Ernest II : 24 janvier 1844 - 22 août 1893
- Alfred : 22 août 1893 - 30 juillet 1900
- Charles-Édouard : 30 juillet 1900 - 14 novembre 1918

### Liste des prétendants au trône
- Charles-Édouard : 14 novembre 1918 - 6 mars 1954
- Frédéric-Josias de Saxe-Cobourg et Gotha : 6 mars 1954 - 23 janvier 1998
- Andreas de Saxe-Cobourg et Gotha : 23 janvier 1998 - 3 avril 2025
- Hubertus de Saxe-Cobourg et Gotha : depuis le 3 avril 2025

### Résidences

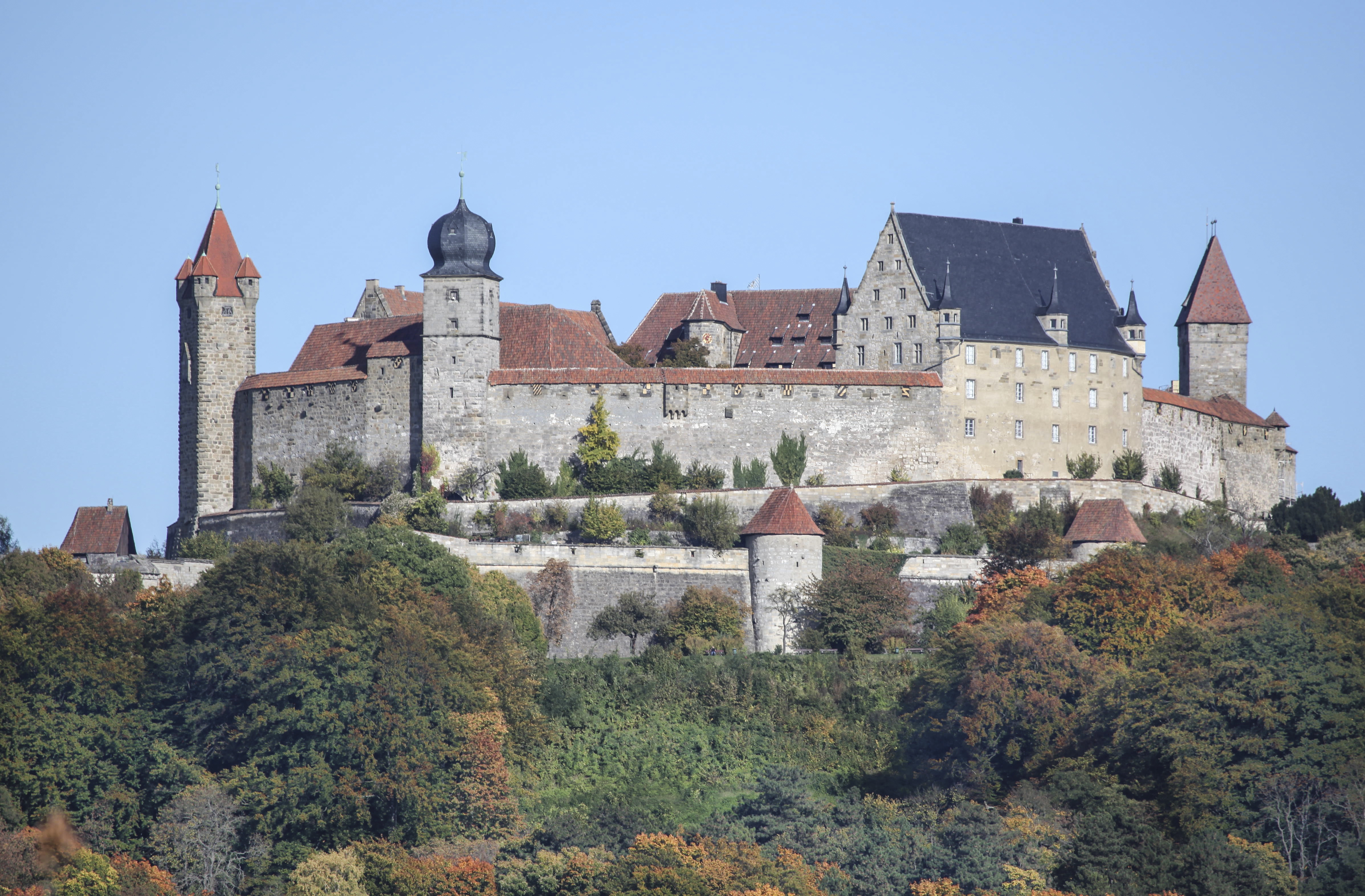
Forteresse de Cobourg
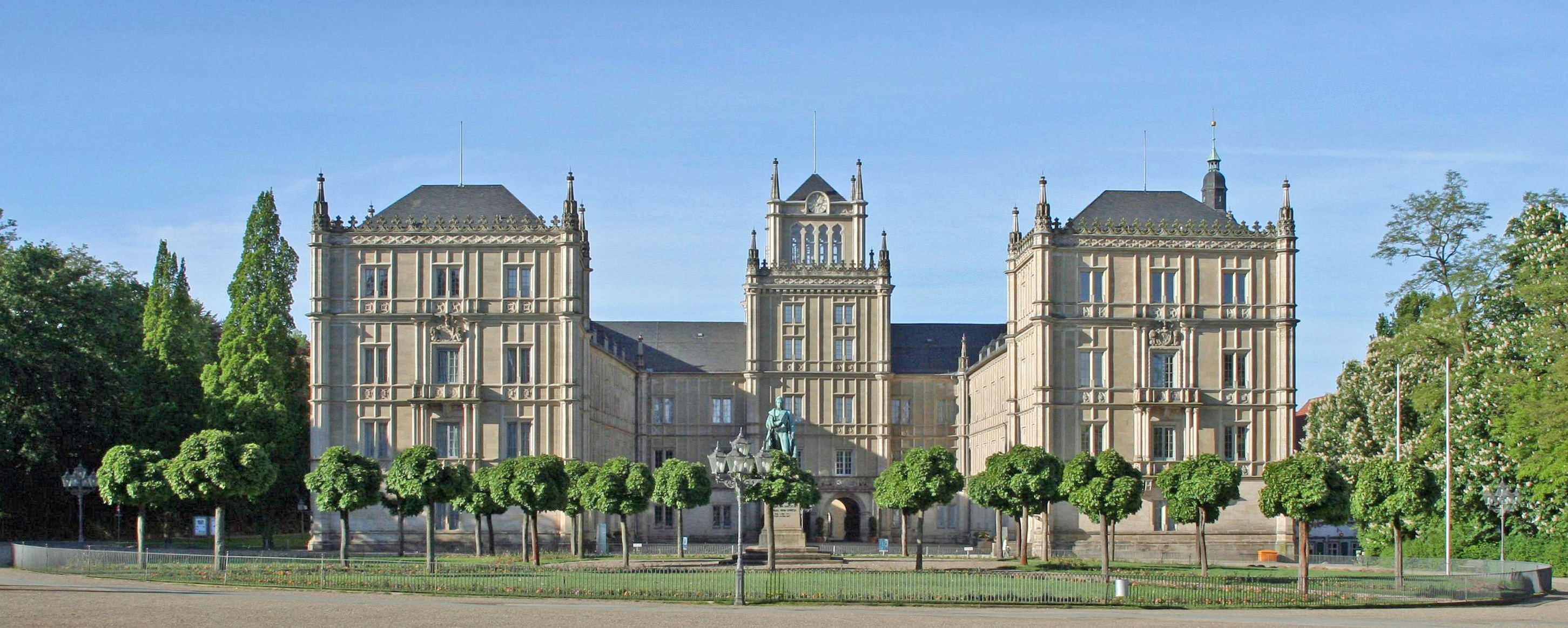
Palais Ehrenbourg à Cobourg
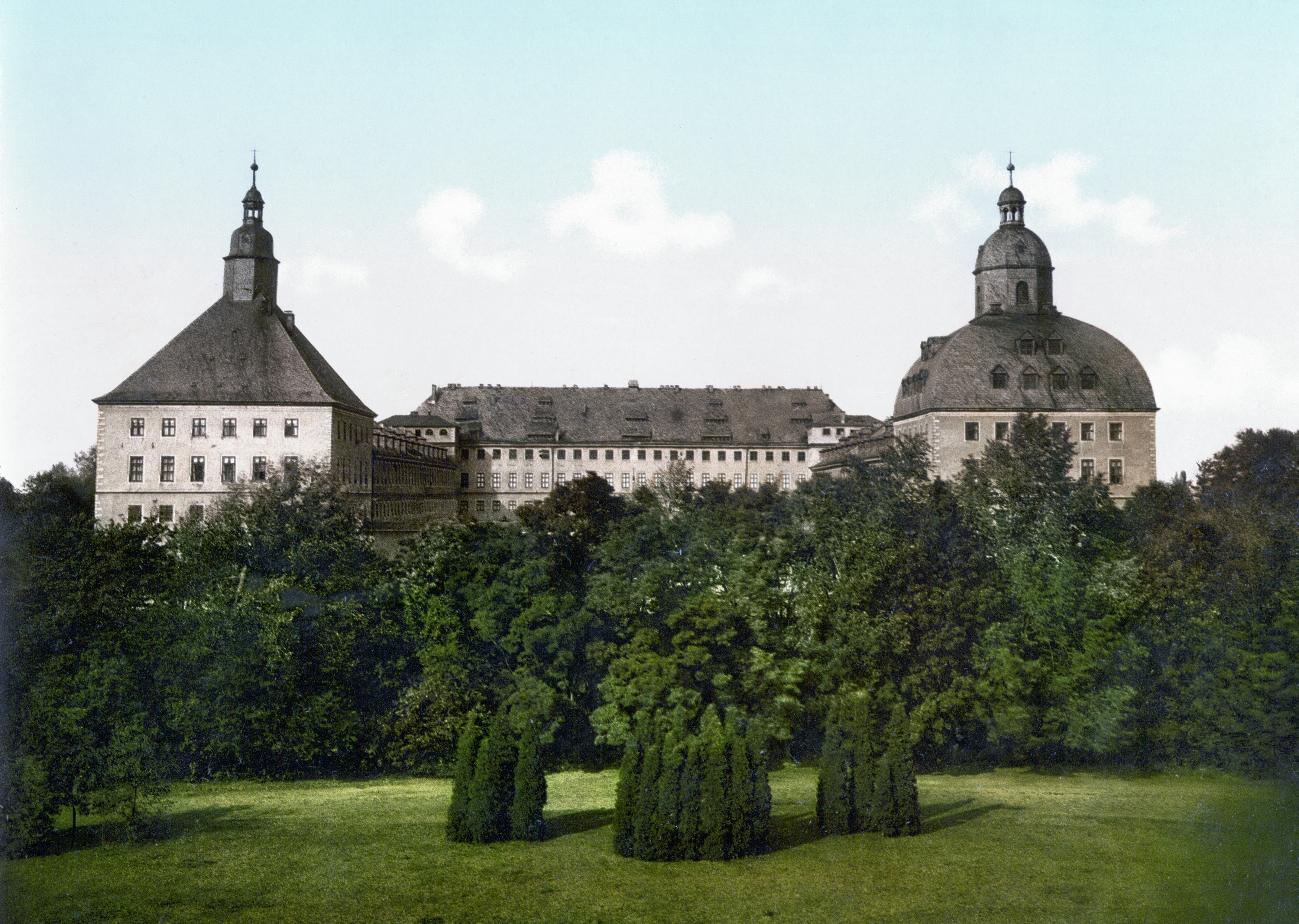
Château de Friedenstein à Gotha
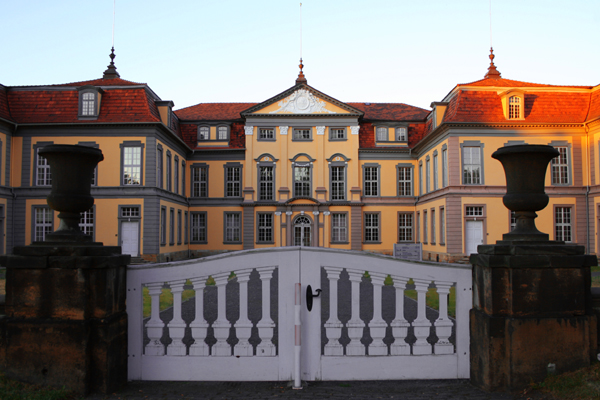
Château de Friedrichsthal à Gotha
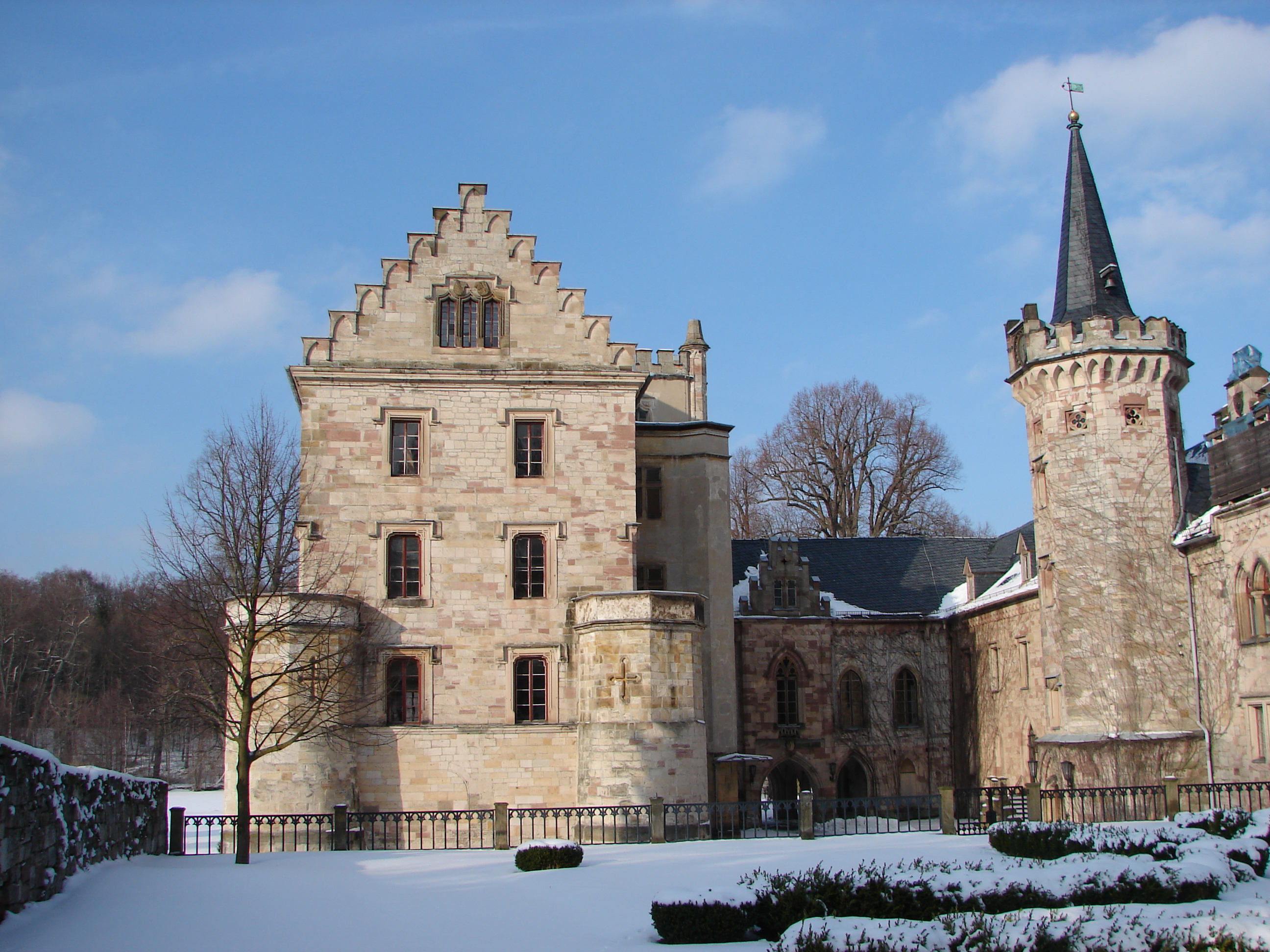
Château de Reinhardsbrunn à Friedrichroda
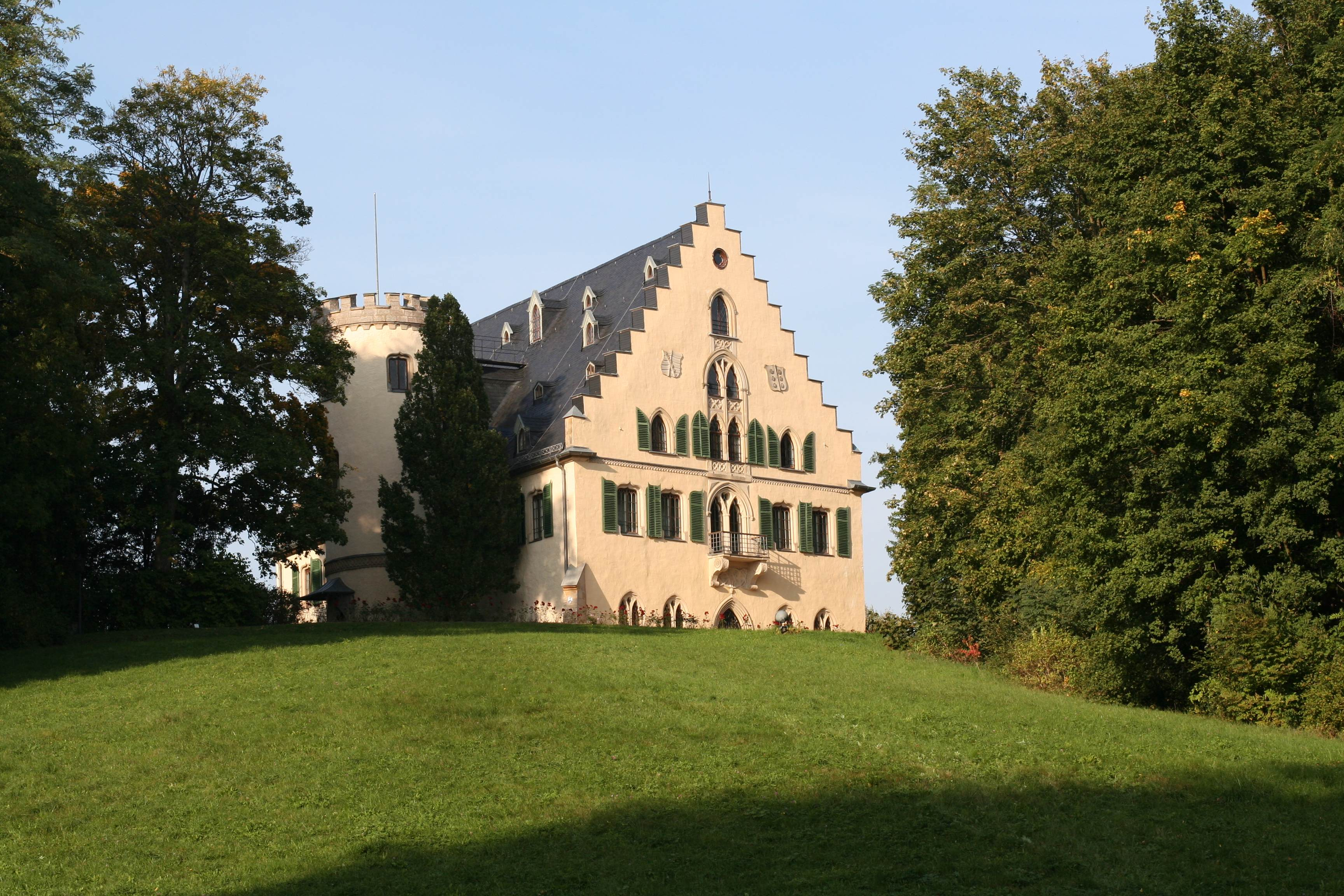
Château de Rosenau
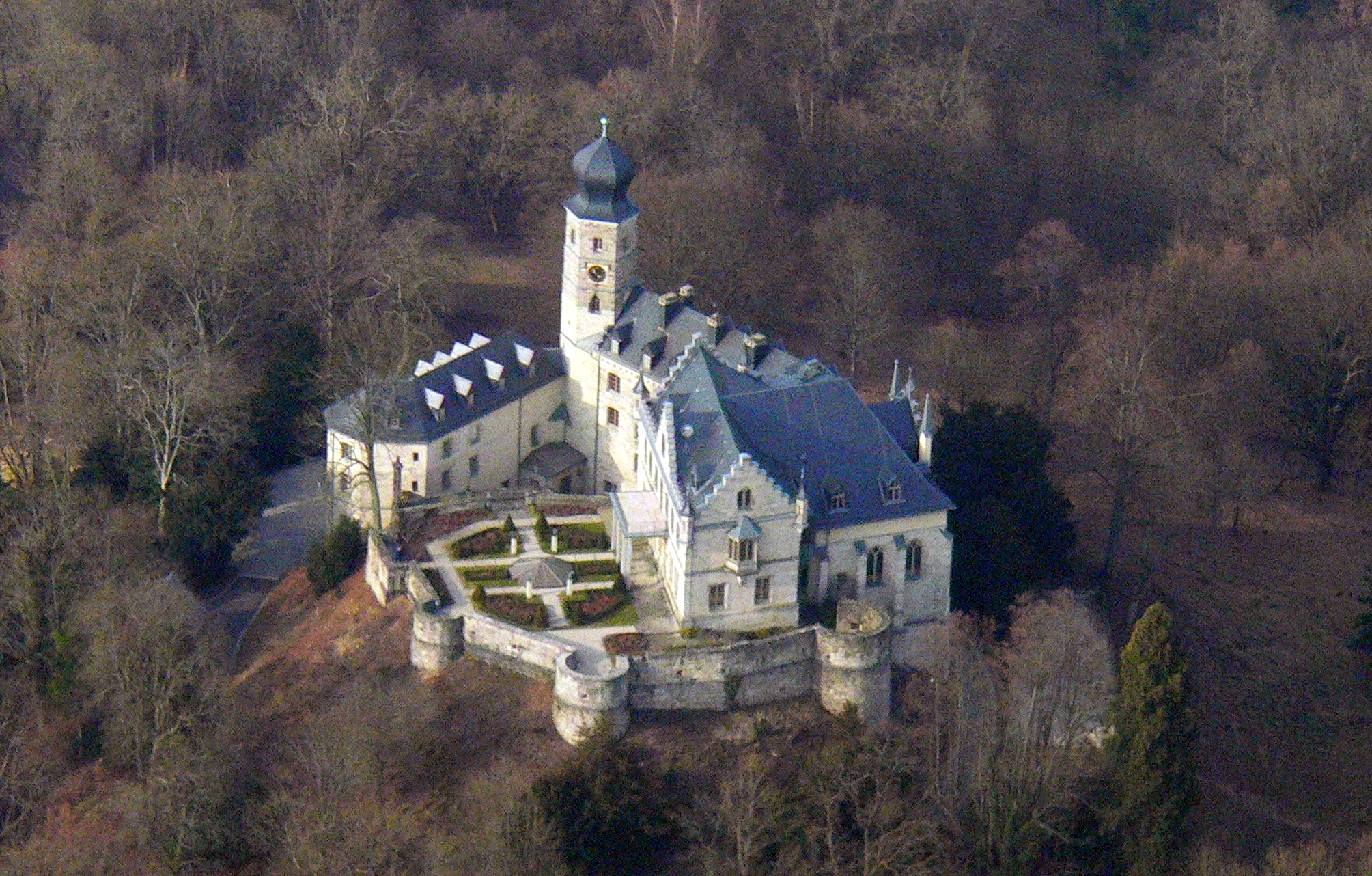
Château de Callenberg à Cobourg